# 불조역대통재
불조역대통재(佛祖歷代通載)는 대한민국 전라남도 담양군 담양읍 남산리, 용화사와 서울 종로도서관에 있는 조선시대의 책이다. 1982년 11월 9일 대한민국의 보물 제737호로 지정되었다.

## 개요
불조역대통재(佛祖歷代通載)는 석가여래 탄생부터 원통 2년(충숙왕 복위 3년,1334)사이 학덕이 높은 스님들의 전기(傳記)를 연대순으로 적어 놓은 책이다.
이 책은 닥종이에 찍은 목판본으로 전체 22권으로 이루어진 것을 7권의 책으로 엮었으며, 크기는 세로 28.2cm, 가로 16.8cm이다. 김수온이 쓴 발문(跋文:책의 간략한 내용과 간행에 관계된 일을 적은 글)에 조선 성종 3년(1472)에 인쇄하여 펴냈다는 내용이 있다.
인수대비가 세조, 예종의 명복과 정희대왕대비, 성종, 공혜왕후의 장수를 빌기 위해『법화경』등 29종류의 불교경전을 간행하였는데, 이 책은 그 중 하나에 해당한다. 권22의 표지 안쪽에 있는 기록에는 묵담(默潭)이 세상을 떠난 스승으로부터 대대로 물려받아 간직해온 것이 현재 용화사 주지(住持) 스님에게 전해졌다는 내용이 있다.
전권을 하나도 빠짐없이 갖춘 유일한 것으로 조선 전기의 목판인쇄술과 왕실의 불교신앙을 살펴볼 수 있는 소중한 자료이다.

## 같이 보기
- 고불사 불조역대통재 권1~12 - 부산광역시 유형문화재 제206호

## 참고 자료
- 불조역대통재 - 국가유산청 국가유산포털

1. ↑  “종로도서관 고문헌 검색시스템”.